# Flatomorpha rubrata
Flatomorpha rubrata är en insektsart som beskrevs av Medler 1999. Flatomorpha rubrata ingår i släktet Flatomorpha och familjen Flatidae. Inga underarter finns listade i Catalogue of Life.